# Grotta Gigante

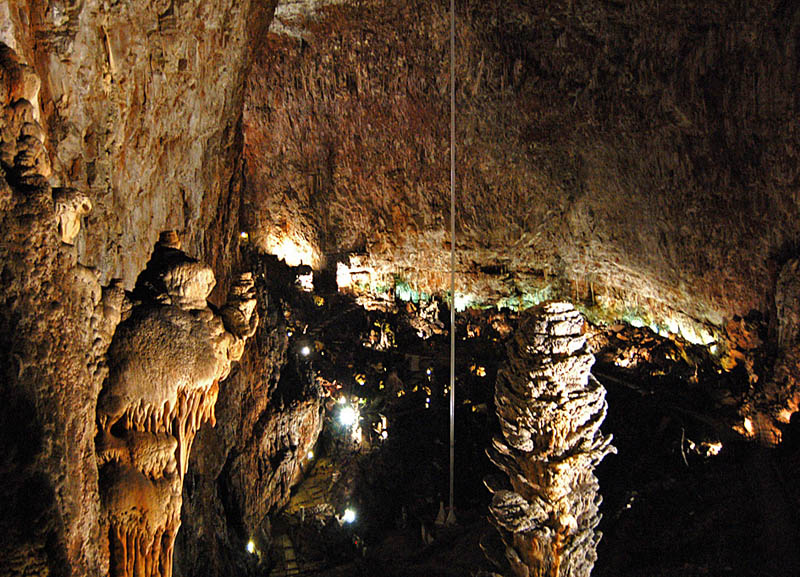
Interior de la Grotta Gigante.

La Grotta Gigante (Briškovska jama en esloveno, Riesen Grotte en alemán) es la cueva turística más grande del mundo. Está situada en el Carso triestino, en el municipio de Sgonico, perteneciente a la provincia de Trieste (Friuli-Venecia Julia, en el nordeste de Italia).

## Historia
Descubierta en 1840 por Anton Frederick Lindner durante una investigación para descubrir el curso subterráneo del río Timavo y aprovecharlo hídricamente para abastecer de agua potable a la ciudad de Trieste. Fue localizada por los espeleólogos en 1897 y destinada a la explotación turística en 1908 por el Club de Turistas Triestinos. En 1957 fue instalada la iluminación eléctrica.

## Morfología
La cueva está constituida por una amplia y única caverna (107 metros de alta,280 de larga y 65 de ancha) en la cual confluyen muchas galerías. Es la cavidad turística más voluminosa del mundo, y por esta particularidad suya ha sido incluida en el Libro Guinness del los récords en 1995. Geológicamente, se trata de un resto de una antigua red fluvial.